# 10666 Feldberg
10666 Feldberg è un asteroide della fascia principale. Scoperto nel 1977, presenta un'orbita caratterizzata da un semiasse maggiore pari a 2,2216106 UA e da un'eccentricità di 0,0586434, inclinata di 5,92027° rispetto all'eclittica. 
L'asteroide è dedicato al Feldberg, la montagna più alta della Foresta Nera.